# Thomas Wharton
Thomas Wharton (Grande Prairie, Alberta - 25 de fevereiro de 1963) é um escritor canadense.